# Камни Унковского
Ка́мни Унко́вского — небольшие острова в заливе Петра Великого Японского моря, в 50 км к юго-востоку от Владивостока и в 40 км к западу от Находки.
Названы в честь Ивана Семёновича Унковского, русского адмирала, исследователя Дальнего Востока.

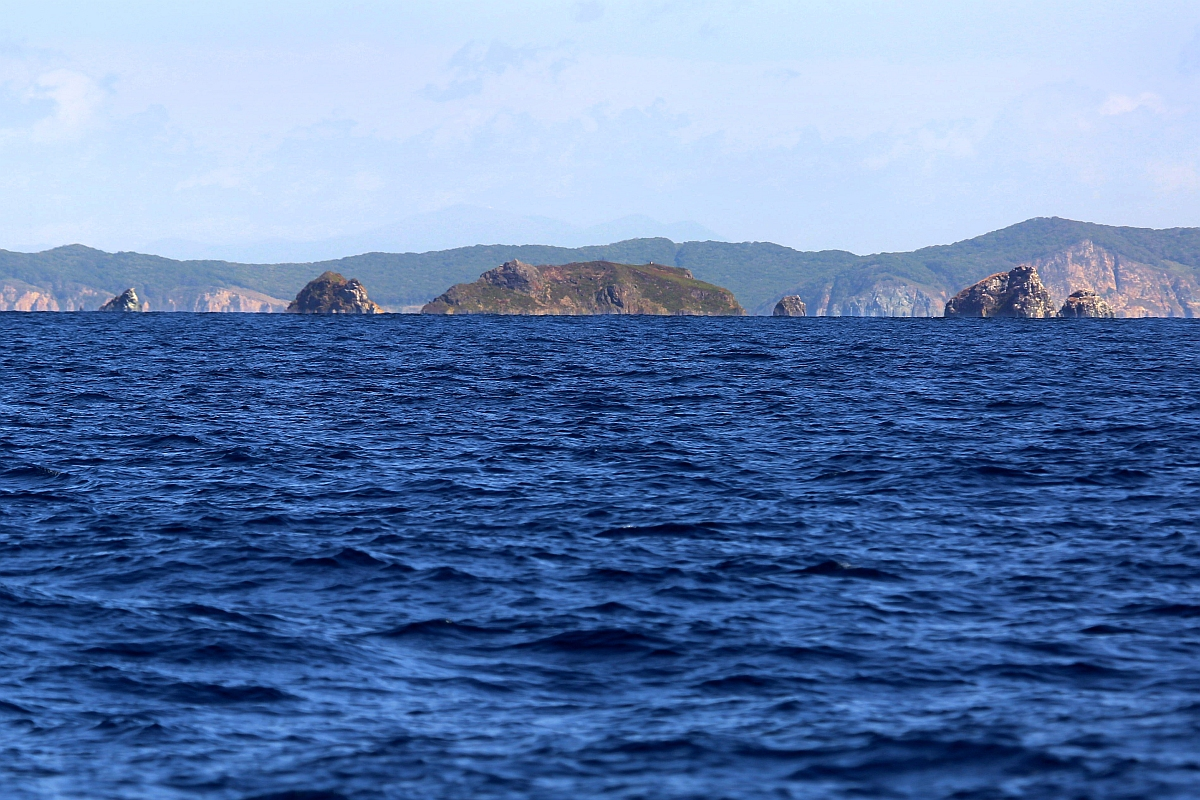
Камни Унковского, вид из Уссурийского залива

Острова Камни Унковского административно относятся к ЗАТО Фокино. Находятся посередине судоходного пролива Аскольд.
Состоят из четырёх островков, три из которых соединены намытыми волнами галечниковыми косами. В 720 м к северо-востоку находится камень Бакланий.
Площадь островков около 5,84 га или 0,0584 км². Островки скалисты, самый высокий из них достигает 40,8 м. Источников пресной воды нет. Травянистая и кустарниковая растительность. Представляют серьёзную навигационную опасность, на самой высокой скале установлен светящийся навигационный знак.